# In einem Land vor unserer Zeit
In einem Land vor unserer Zeit (orig. The Land Before Time) ist ein Zeichentrickfilm von Steven Spielbergs Amblin Entertainment unter Regie von Don Bluth. Spielberg sowie George Lucas fungierten zugleich als Executive Producer, die Filmmusik stammt von James Horner. Der Film wurde 1988 von Universal Pictures in die US-Kinos gebracht und startete am 22. Juni 1989 auch in Westdeutschland. In einem Land vor unserer Zeit erhielt 13 Direct-to-Video-Fortsetzungen. Darüber hinaus gab es eine gleichnamige Fernsehserie. Der Film gehört zu Regisseur Bluths kürzesten Trickfilmen, nachdem er insgesamt zehn Minuten als zu beängstigend für Kinder schneiden musste.

## Handlung
Als den pflanzenfressenden Dinosauriern die Nahrung ausgeht, machen sich der kleine Langhals (Brontosaurus bzw. Apatosaurus) Littlefoot und seine Familie auf, neue Nahrungsgründe im sagenumwobenen „Großen Tal“ zu finden.
Doch als die Kontinente aufeinanderprallen, spaltet ein Erdbeben das Land. Dadurch wird Littlefoot von seinen Großeltern getrennt. Seine Mutter wird bei einem Kampf mit „Scharfzahn“, einem Tyrannosaurus rex, schwer verletzt. In ihren letzten Atemzügen fragt sie Littlefoot, ob er sich noch an den Weg ins große Tal erinnert. Er muss der „großen hellen Scheibe am Horizont“, folgen bis zu einem Felsen, der wie ein Langhals aussieht, vorbei an den „brennenden Bergen“. Er solle sich dabei von seinem Herzen führen lassen. Sie stirbt im Beisein ihres Sohnes und Littlefoot braucht lange, um ihren Tod zu verarbeiten. Nun muss Littlefoot die Reise ins „Große Tal“ ganz allein antreten. Bald jedoch trifft er andere Saurierkinder, welche auch von ihren Familien getrennt wurden. Diese sind das „Dreihorn“ (Triceratops) Cera, der „Schwimmer“ (Saurolophus) Ducky, der „Dornenschwanz“ (Stegosaurus) Spike und der „Flieger“ (Pteranodon) Petrie.
Auf ihrem Weg müssen sie Futter finden. Auch müssen die Freunde Gefahren meistern. Sie treffen auf den totgeglaubten Scharfzahn, der sie angreift, doch sie entkommen ihm. Als sie die Vulkane erreichen, brechen diese aus und die Freunde geraten durch die Lava in Lebensgefahr, überstehen es aber. Cera will nun den einfachsten Weg zum Tal nehmen. Littlefoot erklärt ihr, dies sei der falsche Weg, was seine Mutter, deren Stimme er während der Reise mehrfach hört, gesagt hat. Als Cera sich negativ über seine Mutter äußert, wird er wütend und es kommt zu einer Rauferei zwischen den beiden. Cera sieht ein, dass ihr Weg falsch war und trennt sich traurig von der Gruppe. Die verbliebenen Freunde sind kurz vor dem Ende ihrer Reise, als sie erneut auf Scharfzahn treffen. Sie entwickeln einen Plan, wie sie ihn loswerden können. Ducky fungiert als Köder und so locken sie den Raubsaurier auf ein Plateau. Cera schließt sich überraschend wieder der Gruppe an und mit ihrer Hilfe gelingt es ihnen, Scharfzahn zu besiegen, indem sie ihn mit einem Felsen hinunter in den See vor dem Plateau stoßen. Petrie kommt dabei augenscheinlich ums Leben und wird betrauert, hat aber überlebt und setzt zusammen mit den anderen die Reise fort. Am Ende erreichen die fünf den besagten Felsen und als Littlefoot vorausgeht, findet er das „Große Tal“, ruft seine Freunde herbei und sie laufen glücklich in ihr neues Zuhause hinein. Sie treffen wieder auf ihre Familien. Nach dem Tod seiner Mutter lebt Littlefoot fortan bei seinen Großeltern.

## Figuren
| Figur              | Gattung      | Englischer Sprecher | Deutscher Sprecher     |
| ------------------ | ------------ | ------------------- | ---------------------- |
| Littlefoot         | Brontosaurus | Gabriel Damon       | Kim Hasper             |
| Cera               | Triceratops  | Candace Hutson      | Andrea Wick            |
| Ducky              | Saurolophus  | Judith Barsi        | Tobias Thoma           |
| Petrie             | Pteranodon   | Will Ryan           | Wolfgang Ziffer        |
| Spike              | Stegosaurus  | Frank Welker        | Mario von Jascheroff   |
| Littlefoots Mutter | Brontosaurus | Helen Shaver        | Almut Eggert           |
| Ceras Vater        | Triceratops  | Burke Byrirnes      | Karl Schulz            |
| Rooter             | Polacanthus  | Pat Hingle          | Arnold Marquis         |
| Erzähler           |              | Pat Hingle          | Ernst Wilhelm Borchert |

## Rezeption
Der US-amerikanische Aggregator Rotten Tomatoes erfasst mehrheitlich positive Pressekritiken und ordnet den Film als „Frisch“ ein. Laut dessen Konkurrent Metacritic fallen die Bewertungen im Mittel „Grundsätzlich Wohlwollend“ aus.

„Herzergreifend und tierisch niedlich.“

Bei Filmstarts kam man zu dem Schluss, dass In einem Land vor unserer Zeit „sein Publikum ernst nimmt“ und ihm zugleich „komplizierte Auseinandersetzungen etwa mit Verlust und Vorurteilen zutraut.“ Zudem lobte man die Animationen des 1988 erschienenen Zeichentrickfilms.
Der Film erhielt Nominierungen für den Young Artist Award 1989 als Best Family Animation or Fantasy Motion Picture sowie für den Saturn Award 1990 als bester Fantasyfilm.